# Michael Finley
Michael Howard Finley (Melrose Park, Illinois, 6. ožujka 1973.) američki je profesionalni košarkaš. Igra na poziciji bek šutera ili niskog krila, a trenutačno je slobodan igrač. Izabran je u 1. krugu (21. ukupno) NBA drafta 1995. od strane Phoenix Sunsa.

## Srednja škola
Finley je pohađao srednju školu "Proviso East High School". Maturirao je 1991., a na svojoj posljednjoj godini osvojio je IHSA class AA natjecanje i bio izabran u momčad natjecanja.

## Sveučilište
Finley je pohađao sveučilište Wisconsin-Madison. Postao je najboljim strijelcem u povijesti sveučilišta i držao rekord 11 godina, kojeg je 2007. srušio Alando Tucker. Na sveučilištu je dobio nadimak "Shooter."

## NBA

### Phoenix Suns
Finley je imao sjajnu rookie sezonu. Izabran u All-Rookie prvu petorku i završio treći u izboru za novaka godine. Prosječno je postizao 15 poena, 4.6 skokova i 3.5 asistencija. Postao je tek treći novak koji je postigao 1000 poena u rookie sezoni. Unatoč sjajnim igrama mijenjan je u Dallas Maverickse zajedno sa Samom Cassellom, A. C. Greenom i izborom drugog kruga drafta za Jasona Kidda, Tonyja Dumasa i Lorena Meyera.

### Dallas Mavericks
U prvoj sezoni u Mavericksima predvodio je momčad u poenima, asistencijama i ukradenim loptama. Zajedno je sa Stevom Nashom i Dirkom Nowitzkiem činio  "Veliki trojac" u "run & gun" igri. 2000. godine izabran je u momčad Zapadne konferencije na All-Star utakmici. 2001. godine ponovno je izabran na All-Star utakmicu. Finley je počeo igrati važniju ulogu u momčadi i tada je njegov suigrač Dirk Nowitzki konačno počeo prikazivati svoje prave igre. Ostao je i dalje igrač za odlučujuće koševe. Zbog financijskih problema i prelaska salary-capa te ugovora teškog 51.8 miljuna $ za tri godine, Finley je postao slobodnim igračem. Brojne momčadi bile su zainteresirane za njegove usluge, a odlučio je otići u San Antonio Spurse.

### San Antonio Spurs
U Spurse je doveden kao zamjena za Manu Ginóbilia. Zbog pozicije na kojoj je igrao unaprijedio je svoj skok-šut i igru u napadu. U doigravanju 2006. Spursi su ispali od Mavericksa. U sedmoj utakmici prvog kruga doigravanja protiv Nuggetsa 2007., postavio je rekord kluba po broju postignutih trica u jednoj utakmici doigravanja (8). 2007. godine osvojio je naslov sa Spursima, svoj prvi u dvanaest sezona u NBA ligi. 1. ožujka 2010. Finley je otpušten iz kluba.

### Boston Celtics
4. ožujka 2010. Finley je potpisao ugovor s Boston Celticsima, kojim je ostao član Celticsa do kraja sezone 2009./10.

## Reprezentacija
Bio je član američke reprezentacije na Svjetskom prvenstvu u Indianapolisu 2002. godine. Reprezentacija je na kraju zauzela razočaravajuće šesto mjesto i propustila osvojiti svoju prvu zlatnu medalju nakon FIBA-ine dozvole nastupa NBA igračima na velikim natjecanjima.

## NBA statistika

### Regularni dio
| Godina    | Klub        | Odig. uta. | Uta. poč. | Min. | 2P%  | 3P%  | Sl. bac.% | Skok. | Asist. | Ukr. lop. | Blok. | Poena |
| --------- | ----------- | ---------- | --------- | ---- | ---- | ---- | --------- | ----- | ------ | --------- | ----- | ----- |
| 1995./96. | Phoenix     | 82         | 72        | 39.2 | .476 | .328 | .749      | 4.6   | 3.5    | 1.0       | .4    | 15.0  |
| 1996./97. | Phoenix     | 27         | 18        | 29.5 | .475 | .255 | .812      | 4.4   | 2.5    | .7        | .2    | 13.0  |
| 1996./97. | Dallas      | 56         | 36        | 35.6 | .432 | .387 | .807      | 4.5   | 2.8    | .9        | .4    | 16.0  |
| 1997./98. | Dallas      | 82         | 82        | 41.4 | .449 | .357 | .784      | 5.3   | 4.9    | 1.6       | .4    | 21.5  |
| 1998./99. | Dallas      | 50         | 50        | 41.0 | .444 | .331 | .823      | 5.3   | 4.4    | 1.3       | .3    | 20.2  |
| 1999./00. | Dallas      | 82         | 82        | 42.2 | .457 | .401 | .820      | 6.3   | 5.3    | 1.3       | .4    | 22.6  |
| 2000./01. | Dallas      | 82         | 82        | 42.0 | .458 | .346 | .775      | 5.2   | 4.4    | 1.4       | .4    | 21.5  |
| 2001./02. | Dallas      | 69         | 69        | 39.9 | .463 | .339 | .837      | 5.2   | 3.3    | .9        | .4    | 20.6  |
| 2002./03. | Dallas      | 69         | 69        | 38.3 | .425 | .370 | .861      | 5.8   | 3.0    | 1.1       | .3    | 19.3  |
| 2003./04. | Dallas      | 72         | 72        | 38.6 | .443 | .405 | .850      | 4.5   | 2.9    | 1.2       | .5    | 18.6  |
| 2004./05. | Dallas      | 64         | 64        | 36.8 | .427 | .407 | .831      | 4.1   | 2.6    | .8        | .3    | 15.7  |
| 2005./06. | San Antonio | 77         | 18        | 26.5 | .412 | .394 | .852      | 3.2   | 1.5    | .5        | .1    | 10.1  |
| 2006./07. | San Antonio | 82         | 16        | 22.2 | .412 | .364 | .918      | 2.7   | 1.3    | .4        | .2    | 9.0   |
| 2007./08. | San Antonio | 82         | 61        | 26.9 | .414 | .370 | .800      | 3.1   | 1.4    | .3        | .1    | 10.1  |
| 2008./09. | San Antonio | 81         | 77        | 28.8 | .437 | .411 | .823      | 3.3   | 1.4    | .5        | .2    | 9.7   |
| Ukupno    |             | 1057       | 868       | 35.3 | .444 | .374 | .813      | 4.5   | 3.0    | .9        | .3    | 16.2  |
| All-Star  |             | 2          | 0         | 14.5 | .476 | .250 | 1.000     | 2.0   | 2.5    | .0        | .0    | 11.5  |

### Doigravanje
| Godina    | Klub        | Odig. uta. | Uta. poč. | Min. | 2P%  | 3P%  | Sl. bac.% | Skok. | Asist. | Ukr. lop. | Blok. | Poena |
| --------- | ----------- | ---------- | --------- | ---- | ---- | ---- | --------- | ----- | ------ | --------- | ----- | ----- |
| 2000./01. | Dallas      | 10         | 10        | 43.4 | .360 | .362 | .818      | 5.3   | 4.4    | 1.2       | .2    | 19.7  |
| 2001./02. | Dallas      | 8          | 8         | 46.6 | .466 | .378 | .900      | 6.3   | 2.3    | 1.5       | .5    | 24.6  |
| 2002./03. | Dallas      | 20         | 20        | 41.1 | .435 | .412 | .864      | 5.8   | 3.0    | 1.3       | .6    | 18.3  |
| 2003./04. | Dallas      | 5          | 5         | 39.2 | .382 | .269 | .600      | 3.2   | 2.6    | .8        | .6    | 13.0  |
| 2004./05. | Dallas      | 13         | 13        | 37.8 | .425 | .393 | .889      | 4.3   | 2.2    | 1.3       | .0    | 13.1  |
| 2005./06. | San Antonio | 13         | 4         | 31.6 | .476 | .383 | .900      | 3.8   | 1.4    | .6        | .2    | 10.5  |
| 2006./07. | San Antonio | 20         | 20        | 26.9 | .410 | .419 | .897      | 2.9   | 1.1    | .6        | .2    | 11.3  |
| 2007./08. | San Antonio | 17         | 11        | 23.0 | .402 | .365 | 1.000     | 1.9   | 1.0    | .3        | .2    | 6.7   |
| 2008./09. | San Antonio | 5          | 5         | 28.6 | .441 | .467 | .750      | 3.0   | 1.0    | .2        | .2    | 8.0   |
| Ukupno    |             | 111        | 96        | 34.2 | .420 | .391 | .865      | 4.0   | 2.0    | .9        | .3    | 13.6  |

## Vanjske poveznice
- Profil na NBA.com
- Profil na Basketball-Reference.com
- Profil  Arhivirana inačica izvorne stranice od 29. kolovoza 2005. (Wayback Machine) na SI.com